# نفرین و علامت قابیل

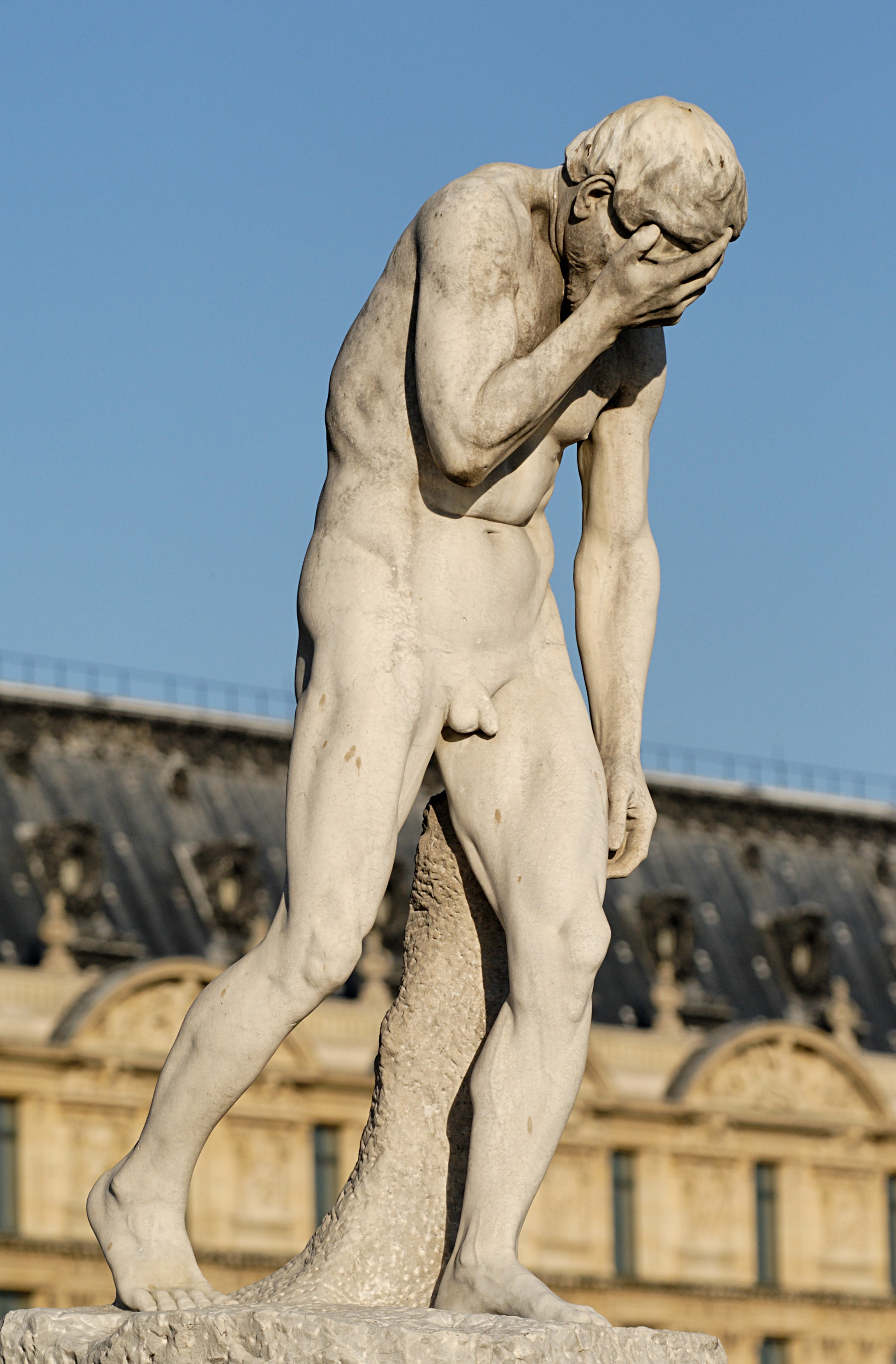
قابیل، توسط آنری ویدال، باغ تولیرز، پاریس

نفرین قابیل (به انگلیسی: Curse of Cain) علامت قابیل (به انگلیسی: Mark of Cain) عباراتی است که از پیدایش ۴ گرفته شده است، که در آن خدا اعلام کرد که قابیل، پسر نخست آدم و حوا به خاطر قتل برادر خود هابیل، نفرین شده است. به همین دلیل علامتی بر او قرار داده شد، که به دیگران هشدار می‌داد که کشتن قابیل انتقام خدا را بر خواهد انگیخت، که اگر کسی کاری در جهت آسیب رساندن به قابیل انجام دهد، خودش هفت برابر بیشتر آسیب خواهد دید. برخی از تفاسیر این علامت را فیزیکی می‌دانند، در حالی که برخی آن را صرفاً یک «نشانه» می‌دانند، نه علامتی فیزیکی بر قابیل.